# أشلي كوزاك
أشلي كوزاك (بالإنجليزية: Ashley Kozak)‏ هو منتج أسطوانات ومدير مواهب ووكيل مواهب وملحن بريطاني، ولد في 1930، وتوفي في 2008.